# Baumhaueria frontalis
Baumhaueria frontalis är en tvåvingeart som beskrevs av Louis-Paul Mesnil 1963. Baumhaueria frontalis ingår i släktet Baumhaueria och familjen parasitflugor. Inga underarter finns listade i Catalogue of Life.